# Ива Хаджиева
Ива Хаджиева е българска скулпторка и куклена сценографка.

## Биография
Ива Хаджиева е родена на 5 януари 1935 г. в Габрово. Завършва Априловската гимназия. Следва специалност живопис в Националната художествена академия, после се прехвърля в класа на проф. Михаил Кац, специалност скулптура.
По време на Младежкия фестивал в Москва (1957) получава сребърен медал за скулптурата „Помакини“. През 1958 г. постъпва на работа в Централния куклен театър като скулптор. Участва в изложби и биеналета. Получава множество награди за скулптурни и куклено-театрални постижения. Нейни монументални скулптури присъстват в градската среда в София, Варна, Габрово и други градове. Произведенията ѝ носят силно изразена творческа индивидуалност, оригинален подход, художественост и естетика. През 1981 г. получава награда за творчество от Съюза на артистите в България. През 1985 г. е наградена с орден „Кирил и Методий“ втора степен.
Творбите ѝ са собственост на Националната художествена галерия, Софийска градска художествена галерия и повечето художествени държавни галерии в страната.

### Куклено театрално изкуство
Съществена част от творческата биография ѝ е свързана с кукления театър. Тя работи като създател на кукли в ателието на Учебния куклен театър във ВИТИЗ и е дългогодишен член на колектива на Централния куклен театър, където работи и като скулпторка, и като сценографка.
Много от сценографските ѝ работи в България и в чужбина са награждавани с авторитетни отличия на национални и международни форуми.

## Награди за скулптурни и куклено-театрални постижения
- 1957 – 6-и световен фестивал на младежта и студентите. Международна художествена изложба в Москва. Награда – II степен – сребърен медал за композицията „Помакини“.
- 1962 – Награда: Екскурзия до Турция, Гърция и Италия с група на ЦК на Комсомола за участие в младежка художествена изложба с композицията „Звено“.
- 1968 – Награда за участие в международна художествена изложба за мир и дружба с композицията „Майчинство“.
- 1970 – Седмица на куклено-театрално изкуство – Щумен награда за сценографията на пиесата „Искам да стана голям“ в Габровския куклен театър и за „Отложения концерт“ – куклен театър Плевен.
- 1975 – Седмица на детската книга за изкуство за деца – Първа награда за сценография за „Шестте пингвинчета“.
- 1976 – Изложба на СБХ посветена на 100 годишнината от Априлското въстание. Награда за релеф изкован от бакър „Априлци“.
- 1978 – „Златен делфин“ Варна, Награда за сценография за „Бръмчилото“ Бургаски куклен театър.
- 1981 – Съюзна награда за творчеството на САБ за спектакъла „Яйцето“ – Пловдивски куклен театър.
- 1985 – Индулгенция от Габровския музей за Хумора и сатирата. Отличие на седмото международно биенале за Хумора и Сатирата за композицията „На Баня“.
- 1985 – 5-и национален преглед на държавните куклени театри в България. Награда за сценография на постановката „Яйцето“ на Видинския куклен театър.
- 1985 – Орден „Кирил и Методий“, втора степен.
- 1990 – Варна – „Златен Делфин“. Награда за сценография на „Еленово царство“ – постановка на ЦКТ София.
- 2015 – Награда на САБ, АКТ-Унима и Столичен куклен театър по случай 80 годишен юбилей.

## Постановки в чужбина
Словения – Любляна, Северна Македония – Скопие, Гърция – Атина, Солун, Лариса, Куба – Хавана, Сърбия – Белград, Земун, Ниш, Словакия – Братислава, Кипър – Никозия, Германия – Гера, Япония – Токио.